# Omer Bar-Lew
Omer Bar-Lew, Omer Barlew (hebr.: עמר בר-לב, ang.: Omer Bar-Lev, Omer Barlev, ur. 2 października 1953 w Hajfie) – izraelski wojskowy, przedsiębiorca, agronom i polityk, w latach 1984–1987 dowódca Sajjeret Matkal, Od czerwca 2021 do grudnia 2022 minister bezpieczeństwa wewnętrznego. W latach 2013–2019 oraz od 2021 poseł do Knesetu.

## Życiorys
Urodził się 2 października 1953 w Hajfie, jako syn izraelskiego oficera Chajjima Bar-Lewa, późniejszego szefa sztabu generalnego, i ministra.
Ukończył agronomię na Uniwersytecie Hebrajskim oraz studia w zakresie stosunków międzynarodowych i strategii na Uniwersytecie Telawiwskim.
Był zawodowym oficerem Sił Obronnych Izraela. Był żołnierzem, a w latach 1984–1987 był dowódcą elitarnej jednostki specjalnej Sajjeret Matkal. Brał udział w odbiciu zakładników w hotelu Savoy oraz operacji Entebbe. W latach 1992–1993 był dowódcą brygady, służbę wojskową zakończył w stopniu pułkownika.
Pracował jako agronom, został przedsiębiorcą w branży zaawansowanych technologii, działał także w organizacjach trzeciego sektora.
W wyborach w 2013 został wybrany posłem z listy Izraelskiej Partii Pracy. W dziewiętnastym Knesecie zasiadał w komisji spraw zagranicznych i obrony oraz w dwóch komisjach specjalnych. W wyborach w 2015 uzyskał reelekcję z koalicyjnej listy Unii Syjonistycznej. W Knesecie dwudziestej kadencji przewodniczył podkomisjom ds. personelu wojskowego oraz ds. gotowości i bezpieczeństwa. Był członkiem komisji spraw zagranicznych i obrony oraz licznych podkomisji i komisji specjalnych. W wyborach w kwietniu 2019 utracił miejsce w parlamencie.
W wyborach z 2021 roku uzyskał mandat i zasiadł w Knesecie dwudziestej czwartej kadencji. 13 czerwca 2021 roku został zaprzysiężony na ministra bezpieczeństwa wewnętrznego. Urząd sprawował do 29 grudnia 2022, gdy został powołany nowy rząd Izraela.